# エス・イー・シーエレベーター
エス・イー・シーエレベーター株式会社（SEC ELEVATOR CO.,LTD.）は、日本のエレベーター製造・販売、保守・管理を手がける会社である。
メーカーの系列に属さない、いわゆる独立系メンテナンス会社としては最大手である。

## 概要
1967年創業。旧社名は鈴木エレベーター工業で、1978年から現社名。
もともとは、エレベーターのメンテナンス（保守・管理）を専門に行う会社であったが、現在は自社製品の製造・販売も行っている。
独立系としては唯一エレベーター設置業許可を得ている、製造メーカーでもあるが、日本エレベーター協会には非加盟（独立系メンテナンス業者は同会に加盟できない）。また唯一北海道から沖縄まで日本全国をカバーしている保守会社である。
テレビCMはかつてスポーツキャスターの佐々木信也を起用していたが、現在は元プロボクサーの具志堅用高が出演している。

## 沿革
- 1967年（昭和42年）- 東京都杉並区下高井戸にて業務を開始。
- 1970年（昭和45年）- 有限会社鈴木エレベーター工業として会社設立本社を東京都渋谷区神南に置く。
- 1978年（昭和53年）- エス・イー・シーエレベーター株式会社に社名変更。
- 1985年（昭和60年）- 東京都台東区台東に本社ビル竣工移転。
- 1997年（平成9年）- エレベーター製造許可取得。
- 2008年（平成20年）- ダブルブレーキ巻上機 実用新案登録取得。
- 2018年（平成30年）- 資本金を30億円に増資。
- 2023年（令和5年）- 東芝エレベータと業務提携契約を締結[2]。

## 機種
- WELSEC

## スポンサー番組
- 報道2001 → 新報道2001
- サンデープロジェクト
- THE フィッシング
- 和風総本家
- 開運!なんでも鑑定団